# Antonio Isasi-Isasmendi
(Nume spaniole: primul, numele de familie al tatălui : Isasi-Isasmendi, al doilea, numele de familie al mamei: Lasa)
Antonio Isasi-Isasmendi Lasa (n. 22 martie 1927, Madrid, Spania – d. 28 septembrie 2017, Ibiza⁠(d), Insulele Baleare⁠(d), Spania) a fost un regizor, scenarist și producător spaniol. Printre cele mai cunoscute filme ale sale se numără Scaramouche (1963) și Câinele (1976).

## Filmografie selectivă
(regizor: r.; scenarist: s.; monteur: m.; producător: p.)
- 1946 Noche flamenca (scurtmetraj-documentar, m.)
- 1947 El ángel gris (m.)
- 1950 Barcelona es bona (scurtmetraj-documentar, r., s.)
- 1951 Me quiero casar contigo (m.)
- 1951 Duda (m.)
- 1952 La forastera (m.)
- 1952 Último día (m.)
- 1954 Relato policíaco (r., s.)
- 1956 La huida (r., s.)
- 1958 Rapsodia de sangre (r., s., p.)
- 1958 Pasión bajo el sol (r., s.)
- 1959 Diego Corrientes (r., s., p.)
- 1960 Sentencia contra una mujer (r., s.)
- 1961 Vamos a contar mentiras (r., s.)
- 1962 La mentira tiene cabellos rojos (r., s., p.)
- 1962 Tierra de todos (r., p.)
- 1963 Scaramouche (La máscara de Scaramouche) (r., s.)
- 1963 Escuadrilla de vuelo (s., p.)
- 1965 Estambul 65 (r., s., p.)
- 1967 Después del gran robo (p.)
- 1968 El Baldiri de la costa (s., p.)
- 1968 Las Vegas, 500 millones (r., s., p.)
- 1969 El abogado, el alcalde y el notario (s.)
- 1970 Los monstruos del terror (r.)
- 1972 Un verano para matar (r., s., p.)
- 1976 Câinele (El perro), (r., s.)
- 1984 On the Line (p.)
- 1985 Goya (film TV, s., trei episoade)
- 1988 El aire de un crimen (r., s.)